# Frau und Volk
Frau und Volk war eine österreichische Frauenzeitschrift, die vom 19. Jänner 1919 bis 31. Mai 1919 wöchentlich jeweils am Sonntag in Wien erschien. Die Zeitung wurde im Format 4° gedruckt und trug den Zusatztitel Politische Frauenzeitung. Mitteilungen der Katholischen Frauen-Organisation Niederösterreichs, des Christlichen Frauenvereins Deutschösterreichs und des Vereines Katholischer Lehrerinnen und Erzieherinnen Deutschösterreichs. Als Verantwortliche der Zeitung schien für die ersten drei Ausgaben Alma Seitz auf, der Druck erfolgte in der Druckerei Phönix. Die übrigen Ausgaben wurden unter der Leitung von Franziska Pichler in der Buch- und Kunstdruckerei Herold produziert. Die Schriftenleitung und die Verwaltung hatten ihren Sitz am Judenplatz 2 im Bezirk Wien-Innere Stadt.